# Dieter Pauly
Pour les articles homonymes, voir Pauly.
Dieter Pauly, né le 14 février 1942 à Rheydt, près de Mönchengladbach et mort le 13 février 2024, est un arbitre allemand de football surtout actif dans les années 1980.

## Carrière
Il a officié dans des compétitions majeures : 
- Coupe d'Allemagne de football 1985-1986 (finale)
- Supercoupe d'Allemagne de football 1987
- Coupe d'Europe des vainqueurs de coupe de football 1987-1988 (finale)
- Euro 1988 (1 match)